# Rudolf Pfitzner
Rudolf Pfitzner, född 1864 i Sprottau (idag Szprotawa) i provinsen Schlesien i Preussen, död 18 mars 1921 i Darmstadt, var en tysk entomolog och kyrkoherde.
Pfitzner forskade främst om fjärilar och skapade en samling med ungefär 40 000 exemplar. Många fjärilar fångade han själv under resor till regionen Dobrudzja vid Svarta havet, till Nordafrika och till Lappmarken. Andra individer, till exempel från tropiska öar fick han genom byte. Pfitzner studerade även olika samlingar i museer, som i London, Tring, Stockholm och Wien. För att få tillgång till nya fjärilsarter flyttade han 1913 till Darmstadt.
Pfitzner publicerade 1910 verket Sprottauer Schmetterlingsfauna. Han skrev även avsnittet om familjen rotfjärilar (Hepialidae) i verket Großschmetterlinge der Erde (redaktör Seitz).